# 라틴아메리카 붐
라틴아메리카 붐 (La generació́n del Boom latinoamericano)은 중남미 문학의 한 흐름을 정의하기 위해 사용되고 있는 용어이다. 그러나 일반적으로 1940년대 전까지만 해도 단순히 유럽의 소설 양식을 모방해 왔던 라틴아메리카 소설이 제2차 세계 대전 이후 질적으로 눈에 띄게 향상되고, 이와 더불어 유럽과 미국 독자들의 높은 관심과 구미 출판사들의 번역 문화에 힘입어 세계 소설계에 갑자기 부상하면서 중요한 위치를 차지한 것에 대한 놀라움의 표현이다.
이 시기에 라틴아메리카에서 나타난 수많은 소설들은 붐 소설이라고 불린다.

## 역사적 배경
냉전시대의 역동성에 강한 영향을 받아 1960년대와 1970년대는 중남미 전역에서 정치적 동요의 시기였다. 이러한 절정의 시기는 라틴아메리카 붐 세대 작가들의 기반이 되었다. 1959년에 일어난 쿠바 혁명과 미국의 제국주의적 야심은 이러한 시기의 원인으로 작용하였다고 볼 수 있다. 특히 쿠바 혁명은 당시 패배주의에 젖어 있던 라틴아메리카 지식인들에게 새로운 희망을 불어 일으키는 결정적 계기가 된다. 또한 당시 라틴아메리카 대륙 내에서 개별적으로 활동하던 유명 작가들이 서로 교류를 할 수 있게 되었고, 나아가 유럽의 작가들과도 소통하게 된다. 

## 주요 특징
우선 전통적인 서사형태의 파괴에서 찾아볼 수 있다. 전통적인 소설은 기록적이거나 자연주의적 서술방식을 추구하지만 붐 세대의 작가들의 텍스트 속에서는 적극적인 독자의 탄생과 더불어 시간과 인물이 실제장면과 상상의 장면 속에서 혼합되는 픽션 속에 참여하게 된다. 또한 중남미 붐소설의 본질적인 또 다른 특징은 현실과 환상의 구별이 사라진다는 것이다. 이들에게 환상적이라고 하는 것은 현실과 구별되는 추상적인 것이 아니라 현실을 구성하고 있는 또 다른 리얼리티로 변모하게 되고, 그만큼 그들이 이해하는 현실이라는 개념 자체도 복합적이고 중층적인 것으로 변하게 되는 것이다. 

## 주요 작가들
1967년 미겔 앙헬 아스투리아스는 노벨문학상을 수상한 라틴아메리카의 첫 작가로서 붐소설의 선구자로 불린다. 또한 붐소설의 형식을 혁신한 작가로는 아르헨티나의 작가 훌리오 코르타사르의 『팔방놀이』를 꼽을 수 있는데, 그는 논리적․ 이성적 문체에서 소설을 해방시키고 라틴아메리카작가들의 문학 언어를 변화시켰다. 가브리엘 가르시아 마르케스의 『백년 동안의 고독』의 상업적 성공을 통해 붐의 경향을 가속화 되고, 이 외에도 후안 룰포의 『페드로 파라모』, 카를로스 푸엔테스의 『아르테미오 크루스의 죽음』, 마리오 바르가스 요사의 『도시와 개들』등은 대표적인 붐 작가들의 작품으로 손꼽히고 있다.

## 기타
붐에 대한 연구는 1970년대 이래 매우 다양하게 이루어져 왔고, 다양한 비판과 긍정적인 견해가 공존하고 있다. 그럼에도 불구하고 붐 소설에 대한 정의와 붐 세대 작가들을 설정하는 기준에는 논란의 여지가 있다. 일반적으로 붐세대 작가는 전통적인 문학장르 구분상 산문작가를 대상으로 하고, 얼마나 많이 팔렸는가라는 대중성이라는 기준, 그리고 이런 외형적 조건 외에 일정한 문학적 가치라는 심미적 기준을 제시할 수 있겠다. 그러나 일반적으로 60년대와 70년대에 세계적인 출판 시장에서의 중남미 작가들의 급격한 출현을 붐시대라 칭한다.